# Andrzej Poniatowski (1734–1773)
Andrzej Poniatowski herbu Ciołek (ur. 28 września 1734 w Gdańsku, zm. 3 marca 1773 w Wiedniu) – książę, syn Stanisława Poniatowskiego i Konstancji Czartoryskiej. Brat króla polskiego – Stanisława Augusta. 
Po uzyskaniu tytułu książęcego używał herbu Poniatowski I.

## Rodzina
3 maja 1761 poślubił Marię Teresę hr. Kinsky von Weichnitz und Tettau (1736-1806) z którą miał dwójkę dzieci:
- Maria Teresa zam. Tyszkiewiczowa (1760-1834)
- Józef Antoni Poniatowski, generał polski, marszałek Francji

## Życiorys
Od młodości oficer armii austriackiej, zasłużył się podczas wojny siedmioletniej, był inspektorem piechoty. Podkomorzy (szambelan) dworu austriackiego od 1758 roku. Był wolnomularzem.
W służbie wojskowej uzyskał stopień generała artylerii (niem. Feldzeugmeister). W 1764 wrócił do kraju; popierał kandydaturę Stanisława Augusta, którego usiłował po elekcji zbliżyć do Austrii.
W roku 1765 posłował do Wiednia; wówczas od cesarza uzyskał godność księcia czeskiego. Jako austriacki oficer nie mógł być formalnym reprezentantem RP w Wiedniu, lecz król Stanisław August uprosił kanclerza Kaunitza, by traktował jego brata jako nieformalnego posła. Książę Andrzej podszedł bardzo ofiarnie do tego nowego zadania, w wykonywaniu którego pomagali mu przychylni Polsce sardyński poseł w Wiedniu Lodovico Canale i brytyjski wysłannik David Murray, 2. hrabia Mansfield.
Jako zarządca dóbr królewskich pod koniec XVIII wieku wzniósł on w miejscowości Krasna leżącej w zagłębiu staropolskim wielki piec do wytapiania żelaza.

## Odznaczenia
- Order Orła Białego (1766)[6]
- Order Świętego Stanisława (1765)[7][6]
- Order Świętego Michała (Francja)[6]
- Kawaler Orderu Marii Teresy (1757, Austria)
- Komandor Orderu Marii Teresy (1758, Austria)[8]